# 北約指揮官
《北约指挥官》是一款單人即時戰略遊戲，由MicroProse開發及發行。

## 外部連結
- 莫比游戏上的《北約指揮官》（英文）